# معركة مايواند
معركة مايواند هي حربٌ نشبت في تاريخ 27 يوليو 1880 في منطقة مايواند جنوب أفغانستان بين كل من الإمبراطورية البريطانية والراج البريطاني ضد أفغانستان، وكانت نتيجتها انتصار الأفغان. وهي إحدى المعارك الرئيسية في الحرب الإنجليزية الأفغانية الثانية. وقاد جيش الدفاع الأفغاني أيوب خان.
كان للفتاة ملالي مايواند تأثير كبير على نتيجة المعركة، حيث استطاعت تحويل هزيمة الأفغان لنصر ببعض كلمات ألقتها خلال المعركة.